# Михайлівське водосховище
 Михайлівське водосхо́вище  — невелике руслове водосховище на річці Орчик (права притока р. Оріль). Розташоване в Валківському районі Харківської області.
- Водосховище побудовано в 1956 році, та реконструйоване по проекту Харківської експедиції «Укрдіпроводгосп» у 1967 році.
- Призначення — зрошення, риборозведення, рекреація.
- Вид регулювання — багаторічне.

## Основні параметри водосховища
- нормальний підпірний рівень — 123,5 м;
- форсований підпірний рівень — 124,5 м;
- рівень мертвого об'єму — * повний об'єм — 1,45 млн м³;
- корисний об'єм — 1,45 млн м³;
- площа дзеркала — 70,6 га;
- довжина — 2,5 км;
- середня ширина — 0,28 км;
- максимальні ширина — 0,40 км;
- середня глибина — 2,0 м;
- максимальна глибина — 5,5 м.

## Основні гідрологічні характеристики
- Площа водозбірного басейну — 65 км².
- Річний об'єм стоку 50 % забезпеченості — 2,40 млн м³.
- Паводковий стік 50 % забезпеченості — 1,85 млн м³.
- Максимальні витрати води 1 % забезпеченості — 15 м³/с.

## Склад гідротехнічних споруд
- Глуха земляна гребля довжиною — 230 м, висотою — 5,5 м, шириною — 8 м. Закладення верхового укосу — 1:3, низового укосу — 1:1.
- Шахтний водоскид із монолітного залізобетону висотою — 4 м, розмірами 2,5×2,5 м.
- Водовідвідна труба розмірами 1,8×1,5 м, довжиною — 14 м.
- Донний водоспуск із сталевої труби діаметром 600 мм, обладнана засувками.

## Використання водосховища
Водосховище було побудовано для зрошення в колгоспі ім. 21-го з'їзду КПРС Валківського району.
На даний час водосховище використовується для риборозведення.